# Замок Баллімаркаган

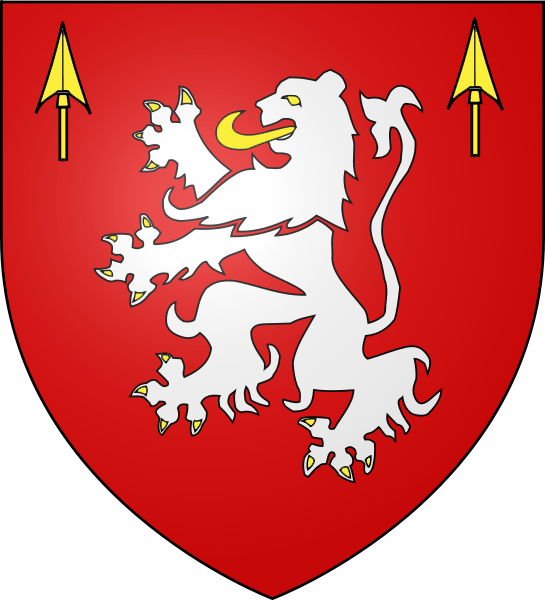
Герб вождів клану Мак Намара.

Замок Баллімаркаган (англ. Ballymarkahan Castle) — один із замків Ірландії, розташований в графстві Клер. Географічні координати замку: 52,803867°N 8,836839°W. Замок баштового типу, нині лежить в руїнах. Замок розташований в приході Квін. Замок згадується в каталозі ірландського антиквара Т. Дж. Вестроппа як один з 195 замків баштового типу, що стоять в графстві Клер. Каталог був опублікований в 1899 році. На той час замок давно лежав в руїнах. Замок був позначений на картах Джона О'Донована та Євгена О'Каррі видання 1839 року. Також він був позначений на картах 1842 року. Замок був побудований в XV століття кланом Мак Намара. Цей клан побудував в цьому районі ще низку замків, в тому числі замок біля гори Кнаппогу. Т. Дж. Вестропп писав, що замок Баллімаркаган був побудований у 1430 році Донналлом — сином Шейна ан Габалтайса. Клан Мак Намара ірландською мовою називається Мак Конмара (ірл. — Mac Conmara). Цей клан був септою клану Дал г-Кайс і після клану О'Браєн був наймогутнішим кланом в ірландському королівстві Томонд. Клан Мак Конмара пов'язаний з лордами Кланкуллен, а також пов'язаний з кланом О'Грейді, що теж походять від гілки Ві Кайсін (ірл. — Uí Caisin) клану Дал г-Кайс. Назва клану Мак Конмара походить від ірландського Мак Ку На Мара (ірл. — Mac Cú Na Mara) — «Син собаки моря». Чоловіки клану носили прізвище Мак Конмара, їх дочки — Нік Конмара, їх дружини — Бен Мік Конмара. Клан був одним з найвливовіших кланів королівства Томонд. Вождь клану Шода Кам Мак Конмара (ірл. — Sioda Cam MacConmara) перебудував абатство Квін і згодом вожді клану Мак Конмара були поховані в цьому абатстві. Відомою людиною клану був Доннхад Руад Мак Конмара (ірл. — Donnchadh Ruadh Mac Conmara) (1715—1810) — поет, що оспівав якобітів та їх повстання. Відомою людиною клану був Шон Буде Мак Конмара (ірл. — Sean Buidhe Mac Conmara) (1750—1836), що був відомий як Джон Фаєрболл Мак Намара — його подвиги та пригоди оспівані в багатьох віршах, піснях, переказах.